# Stora tjärnen, Dalarna
Stora tjärnen är en sjö i Malung-Sälens kommun i Dalarna och ingår i Dalälvens huvudavrinningsområde.